# Șugag (gmina)
Șugag – gmina w Rumunii, w okręgu Alba. Obejmuje miejscowości Arți, Bârsana, Dobra, Jidoștina, Mărtinie, Șugag i Tău Bistra. W 2011 roku liczyła 2726 mieszkańców. 